# 广晟国际大厦
广晟国际大厦（英文：The Pinnacle）位于广州珠江大道西和金穗路交界处的珠江新城B1-6地块，由广东省属国企广晟集团投资约20亿元人民币兴建，2007年12月28日正式动工，2013年竣工，为广晟集团的总部大楼。
大厦占地面积7907平方米，总建筑面积近16万平方米。最高高度达到360米，其中地下6层、地上59层，建成时为广州第三高楼。因整体造型类似一只巨型“铅笔”，又俗称“铅笔大楼”。

## 资料来源
1. ↑  CTBUH摩天大樓數據庫上的广晟国际大厦
2. ↑  广晟国际大厦在Emporis地產資料庫
3. ↑  SkyscraperPage数据库中广晟国际大厦的数据
4. ↑  Structurae数据库中广晟国际大厦的数据
5. ↑  . 《羊城晚报》.   [2009-07-10].[永久]
6. ↑  . 《羊城晚报》.   [2009-07-10]. （原始内容存档于2009-04-27）.